# Belone
Cet article possède des paronymes, voir Belone belone, Jean-Pierre Belone et Bellone.
Genre
Belone est un genre de poissons marins de la famille des Belonidae.

## Liste desespèces
Selon World Register of Marine Species (2 octobre 2015) :
- Belone belone (Linnaeus, 1761) - orphie
- Belone svetovidovi Collette & Parin, 1970